# Ferdinand Buisson
Ferdinand Édouard Buisson (Parijs, 20 december 1841 - aldaar, 16 februari 1932) was een Frans academicus, educatief bureaucraat, protestants pastor, pacifist en sociaal politicus. Hij zat van 1914 tot 1926 in de Ligue des droits de l'homme (mensenrechtenorganisatie).
Buisson hielp in de jaren 80 van de 19e eeuw bij het opzetten van het Franse systeem voor universeel primair onderwijs. In 1927 ontving hij de Nobelprijs voor de Vrede.

## Boeken
- Improve your French with Sommes-nous tous des libres croyants ?, Ferdinand Buisson & Charles Wagner

- Bibsys: 1010613
- Biblioteca Nacional de Chile: 000275695
- Biblioteca Nacional de España: XX1213627
- Bibliothèque nationale de France: cb12192766t (data)
- Catàleg d'autoritats de noms i títols de Catalunya: 981058599479806706
- CiNii: DA02838667
- Gemeinsame Normdatei: 119260204
- Historisch woordenboek van Zwitserland: 011063
- International Standard Name Identifier: 0000 0001 2121 5367
- Library of Congress Control Number: n90631949
- Base Léonore: LH//390/84
- Bibliotheek van het Japanse parlement: 01103519
- Nationale Bibliotheek van Tsjechië: skuk0001893
- Nationale bibliotheek van Australië: 36185530
- Nationale Bibliotheek van Israël: 987007303183505171
- Nationale Bibliotheek van Polen: a0000002026549
- Nederlandse Thesaurus van Auteursnamen: 068380496
- Réseau des bibliothèques de Suisse occidentale: 02-A003056023
- SNAC: w6975wz7
- Système universitaire de documentation: 030531098
- Trove: 1225670
- Virtual International Authority File: 14816193
- WorldCat: E39PBJwHjmtY649KY6CY7t384q

1901: Dunant, Passy ·
1902: Ducommun, Gobat ·
1903: Cremer ·
1904: Institut de Droit International ·
1905: Von Suttner ·
1906: Roosevelt ·
1907: Moneta, Renault ·
1908: Arnoldson, Bajer ·
1909: Beernaert, Balluet d'Estournelles de Constant ·
1910: IPB ·
1911: Asser, Fried ·
1912: Root ·
1913: La Fontaine ·
1917: ICRC ·
1919: Wilson ·
1920: Bourgeois ·
1921: Branting, Lange ·
1922: Nansen ·
1925: Chamberlain, Dawes ·
1926: Briand, Stresemann ·
1927: Buisson, Quidde ·
1929: Kellogg ·
1930: Söderblom ·
1931: Addams, Butler ·
1933: Angell ·
1934: Henderson ·
1935: Von Ossietzky ·
1936: Lamas ·
1937: Cecil ·
1938: Office international Nansen pour les réfugiés ·
1944: ICRC ·
1945: Hull ·
1946: Balch, Mott ·
1947: Friends Service Council, American Friends Service Committee ·
1949: Orr ·
1950: Bunche ·
1951: Jouhaux ·
1952: Schweitzer ·
1953: Marshall ·
1954: Hoog Commissariaat voor de Vluchtelingen (UNHCR) ·
1957: Pearson ·
1958: Pire ·
1959: Noel-Baker ·
1960: Luthuli ·
1961: Hammarskjöld ·
1962: Pauling ·
1963: ICRC, IFRC ·
1964: King ·
1965: UNICEF ·
1968: Cassin ·
1969: Internationale Arbeidsorganisatie ·
1970: Borlaug ·
1971: Brandt ·
1973: Kissinger, Lê Đức Thọ ·
1974: MacBride, Satō ·
1975: Sacharov ·
1976: Williams, Corrigan ·
1977: Amnesty International ·
1978: Sadat, Begin ·
1979: Moeder Teresa ·
1980: Esquivel ·
1981: Hoog Commissariaat voor de Vluchtelingen (UNHCR) ·
1982: Myrdal, Robles ·
1983: Wałęsa ·
1984: Tutu ·
1985: IPPNW ·
1986: Wiesel ·
1987: Arias ·
1988: VN-vredesmacht ·
1989: Gyatso ·
1990: Gorbatsjov ·
1991: Suu Kyi ·
1992: Menchú ·
1993: Mandela, De Klerk ·
1994: Arafat, Peres, Rabin ·
1995: Rotblat, Pugwash Conferences on Science and World Affairs ·
1996: Ximenes Belo, Ramos-Horta ·
1997: ICBL, Williams ·
1998: Hume, Trimble ·
1999: AzG ·
2000: Dae-jung ·
2001: VN, Annan ·
2002: Carter ·
2003: Ebadi ·
2004: Maathai ·
2005: IAEA, El-Baradei ·
2006: Grameen Bank, Yunus ·
2007: Gore, IPCC ·
2008: Ahtisaari ·
2009: Obama ·
2010: Liu ·
2011: Johnson Sirleaf, Gbowee, Karman ·
2012: Europese Unie ·
2013: OPCW ·
2014: Satyarthi, Yousafzai ·
2015: Kwartet voor Nationale Dialoog in Tunesië ·
2016: Santos ·
2017: ICAN ·
2018: Mukwege, Murad Basee ·
2019: Ahmed ·
2020: Wereldvoedselprogramma ·
2021: Ressa, Moeratov ·
2022: Bjaljazki, Memorial, Centrum voor Burgerlijke Vrijheden ·
2023: Mohammadi ·
2024: Nihon Hidankyo